# Jesse Pevensey Duke
Jesse Pevensey Duke, britanski general, * 1890, † 1980.